# Nun-ui yeo-wang
Nun-ui yeo-wang (hangeul: 눈의 여왕, lett. La regina delle nevi; titolo internazionale The Snow Queen) è una serie televisiva sudcoreana trasmessa su KBS2 dal 13 novembre 2006 al 12 gennaio 2007.

## Trama
Han Tae-woong è un tranquillo diciassettenne, genio in matematica, che è riuscito a entrare in un liceo prestigioso, dove incontra un ragazzo a lui affine, Kim Jung-kyu, che, da rivale, diventa poi suo migliore amico. Un giorno, Tae-woong salva una bambina da alcuni bulli; lei, innamoratasi del suo salvatore, gli lascia il suo cercapersone per poterlo rivedere ancora, senza scambiarsi nomi o contatti, ma, nonostante la promessa di incontrarsi di nuovo, questo non succede. In un'olimpiade internazionale di matematica, Jung-kyu non riesce a soddisfare le aspettative del padre e si suicida; Tae-woong, arrivato primo, si sente responsabile della morte dell'amico e, dopo aver lasciato casa e scuola, scompare.
Otto anni dopo, Tae-woong ha abbandonato la matematica ed è diventato un pugile per onorare Jung-kyu, che amava questo sport, ma è ancora addolorato dal suo passato. In seguito a una catena di eventi, Tae-woong diventa l'autista di Kim Bo-ra, una giovane donna dal cuore di ghiaccio, figlia di un ricco uomo d'affari con una malattia incurabile. Tae-woon e Bo-ra s'innamorano, ma lui scopre che la donna è la bambina di otto anni prima e la sorella minore di Jung-kyu.

## Personaggi
- Han Tae-woong/Han Deuk-gu, interpretato da Hyun Bin
- Kim Bo-ra, interpretata da Sung Yu-ri e Ko Joo-yeon (da bambina)
- Seo Geon-ho, interpretato da Im Joo-hwan
- Lee Seung-ri, interpretata da Yoo In-young
- Park Young-ok, interpretata da Go Doo-shim
- Go Soon-ja, interpretata da Jang Jung-hee
- Kim Jang-soo, interpretato da Chun Ho-jin
- Madre di Bo-ra, interpretata da Oh Mi-hee
- Lee Dong-sul, interpretato da Kim Eung-soo
- Park Dong-pil, interpretato da Lee Cheol-min
- Choi Choong-shik, interpretato da Kim Tae-hyun
- Park Deuk-nam, interpretata da Jung Hwa-young
- Kim Jung-kyu, interpretato da Lee Sun-ho
- Hong Ji-hye, interpretata da Lee Seo-yoon
- Ahn Sang-ho, interpretato da Kim Hak-jin
- Dr. Park, interpretato da Park Jin-young
- Capo sezione Oh, interpretato da Choi Deok-moo
- Lee Geum-soo, interpretata da Kim Jung-geun
- Jung Eun-bok, interpretato da Ryu Jae-seung
- Professore di matematica, interpretato da Kim Beol-rae

## Riconoscimenti
| Anno | Premio           | Categoria                       | Ricevente             | Risultato       |
| ---- | ---------------- | ------------------------------- | --------------------- | --------------- |
| 2006 | KBS Drama Awards | Premio all'eccellenza, attore   | Hyun Bin              | Candidato/a     |
| 2006 | KBS Drama Awards | Premio popolarità, attore       | Hyun Bin              | Vincitore/trice |
| 2006 | KBS Drama Awards | Premio popolarità, attrice      | Sung Yu-ri            | Vincitore/trice |
| 2006 | KBS Drama Awards | Premio degli internauti, attore | Hyun Bin              | Vincitore/trice |
| 2006 | KBS Drama Awards | Premio miglior coppia           | Hyun Bin e Sung Yu-ri | Vincitore/trice |